# Atletiek op de Olympische Zomerspelen 2008 - Verspringen vrouwen
Het verspringen voor vrouwen op de Olympische Spelen van 2008 in Peking vond plaats op 19 augustus (kwalificatie) en 22 augustus (finale) in het Nationale Stadion van Peking.

## Kwalificatie
Elk Nationaal Olympisch Comité mocht drie atleten afvaardigen die in de kwalificatieperiode (1 september 2006 tot 23 juli 2008) aan de A-limiet voldeden (6,72 m). Een NOC mag één atleet afvaardigen, die in dezelfde kwalificatieperiode aan de B-limiet voldeed (6,60 m).

## Records
Vóór de Olympische Spelen van 2008 in Peking waren het wereldrecord en olympisch record als volgt.
| Wereldrecord     | 7,52 | Galina Tsjistjakova  | URS | Leningrad, Sovjet-Unie | 11 juni 1988      |
| Olympisch record | 7,40 | Jackie Joyner-Kersee | USA | Seoel, Zuid-Korea      | 29 september 1988 |

## Uitslagen
De volgende afkortingen worden gebruikt:
- DNS Niet gestart
- X Ongeldige sprong
- Q Aan kwalificatie eis van 6,75 m voldaan
- q Gekwalificeerd door middel van bij de top twaalf te eindigen

### Kwalificatieronde
Groep A: 19 augustus 2008 09:40

Groep B: 19 augustus 2008 09:40

| Rang | Groep | Atlete                     | Nationaliteit | 1          | 2          | 3          | Prestatie | Tijd |
| ---- | ----- | -------------------------- | ------------- | ---------- | ---------- | ---------- | --------- | ---- |
| 1    | B     | Brittney Reese             | USA           | x          | 6,87(+1.1) |            | 6,87      | Q    |
| 2    | A     | Maurren Maggi              | BRA           | 6,68(+0.3) | 6,79(+0.3) |            | 6,79      | Q    |
| 3    | B     | Tatjana Lebedeva           | RUS           | 6,65(+0.7) | 6,70(+1.4) | -          | 6,70      | q    |
| 4    | A     | Carolina Klüft             | SWE           | 6,70(+1.0) | x          | -          | 6,70      | q    |
| 5    | A     | Grace Upshaw               | USA           | 6,47(-0.2) | 6,68(+0.6) | x          | 6,68      | q    |
| 6    | A     | Oksana Udmurtova           | RUS           | 6,48(+1.3) | x          | 6,63(+0.5) | 6,63      | q    |
| 7    | B     | Keila Costa                | BRA           | x          | 6,44(+0.4) | 6,62(+0.7) | 6,62      | q    |
| 8    | A     | Tabia Charles              | CAN           | 6,33(+1.5) | 6,61(+0.6) | 6,49(+0.9) | 6,61      | q    |
| 9    | A     | Funmi Jimoh                | USA           | 6,42(+0.9) | 6,28(+1.1) | 6,61(+0.8) | 6,61      | q    |
| 10   | B     | Jade Johnson               | GBR           | 6,33(0.0)  | 6,15(+0.2) | 6,61(+0.7) | 6,61      | q    |
| 11   | A     | Chelsea Hammond            | JAM           | 6,60(+0.4) | x          | x          | 6,60      | q    |
| 12   | B     | Blessing Okagbare          | NGR           | 6,37(+0.2) | 6,49(+0.9) | 6,59(+0.4) | 6,59      | q    |
| 13   | B     | Tatjana Kotova             | RUS           | 6,37(+1.0) | 6,57(+1.2) | x          | 6,57      |      |
| 14   | A     | Hrysopiyi Devetzi          | GRE           | x          | 6,57(+0.4) | x          | 6,57      |      |
| 15   | B     | Concepción Montaner        | ESP           | 6,53(+0.7) | 6,42(+1.1) | 6,43(+0.7) | 6,53      |      |
| 16   | B     | Bronwyn Thompson           | AUS           | x          | 6,53(+0.3) | x          | 6,53      |      |
| 17   | A     | Yargelis Savigne           | CUB           | x          | x          | 6,49(+0.1) | 6,49      |      |
| 18   | B     | Iryna Charnushenka-Stasiuk | BLR           | 6,48(+1.1) | x          | x          | 6,48      |      |
| 19   | B     | Kumiko Ikeda               | JPN           | 6,44(+0.8) | 6,47(+0.1) | x          | 6,47      |      |
| 20   | A     | Denisa Ščerbová            | CZE           | 6,40(+0.8) | 6,46(+1.5) | 5,17(-0.1) | 6,46      |      |
| 21   | A     | Patricia Sylvester         | GRN           | 6,44(+0.9) | 6,42(+0.1) | 6,38(+0.4) | 6,44      |      |
| 22   | B     | Viorica Tigau              | ROU           | x          | 6,38(+0.7) | 6,44(+0.2) | 6,44      |      |
| 23   | A     | Viktoriya Rybalko          | UKR           | x          | x          | 6,43(+0.3) | 6,43      |      |
| 24   | A     | Melis Karin Mey            | TUR           | x          | 6,42(-0.4) | x          | 6,42      |      |
| 25   | B     | Ruky Abdulai               | CAN           | x          | 6,41(+0.4) | 6,25(+1.0) | 6,41      |      |
| 26   | A     | Nina Kolaric               | SLO           | 4,92(+1.4) | 6,19(0.0)  | 6,40(+0.6) | 6,40      |      |
| 27   | B     | Ksenija Balta              | EST           | x          | 6,38(+0.7) | x          | 6,38      |      |
| 28   | B     | Soon-ok Jung               | KOR           | x          | x          | 6,33(+0.5) | 6,33      |      |
| 29   | B     | Olga Rypakova              | KAZ           | x          | 6,30(+1.5) | 6,04(+0.6) | 6,30      |      |
| 30   | B     | Ivana Španović             | SRB           | x          | x          | 6,30(+1.8) | 6,30      |      |
| 31   | A     | Naide Gomes                | POR           | x          | x          | 6,29(+0.5) | 6,29      |      |
| 32   | A     | Volha Sergeenka            | BLR           | 6,25(+0.1) | 6,02(+0.4) | 6,09(-0.6) | 6,25      |      |
| 33   | B     | Oleksandra Stadnyuk        | UKR           | x          | 6,19(0.0)  | x          | 6,19      |      |
| 34   | B     | Marestella Torres          | PHI           | 4,27(+0.6) | 5,94(-0.1) | 6,17(+0.8) | 6,17      |      |
| 35   | A     | Pamela Mouele Mboussi      | CGO           | x          | 5,94(+0.6) | 6,06(+0.9) | 6,06      | NR   |
| 36   | B     | Arantxa King               | BER           | 6,01(-0.3) | x          | x          | 6,01      |      |
| 37   | A     | Rhonda Watkins             | TRI           | x          | 5,88(+0.5) | x          | 5,88      |      |
| 38   | A     | Tricia Flores              | BIZ           | 5,25(+1.2) | x          | -          | 5,25      |      |
|      | B     | Anju Bobby George          | IND           | x          | x          | x          | NM        |      |
|      | B     | Jackie Edwards             | BAH           | x          | x          | x          | NM        |      |
|      | A     | Jana Veldáková             | SVK           | x          | x          | x          | NM        |      |
|      | A     | Ljoedmila Blonska          | UKR           |            |            |            | DQ        |      |

### Finale
22 augustus 2008 19:20
| Rang   | Atlete            | Nationaliteit | 1    | 2    | 3    | 4    | 5    | 6    | Resultaat | Extra |
| ------ | ----------------- | ------------- | ---- | ---- | ---- | ---- | ---- | ---- | --------- | ----- |
| Goud   | Maurren Maggi     | BRA           | 7,04 | x    | x    | x    | 6,73 | x    | 7,04      | SB    |
| Zilver | Blessing Okagbare | NGR           | 6,91 | 6,62 | 6,79 | 6,70 | 6,83 | x    | 6,91      | PB    |
| Brons  | Chelsea Hammond   | JAM           | 6,79 | 6,68 | 6,51 | x    | 6,64 | 6,59 | 6,79      | PB    |
| 4      | Brittney Reese    | USA           | 6,65 | 6,76 | 4,23 | x    | 6,46 | 6,67 | 6,76      |       |
| 5      | Oksana Udmurtova  | RUS           | 6,69 | 6,70 | 6,67 | 6,61 | 6,65 | 6,49 | 6,70      |       |
| 6      | Jade Johnson      | GBR           | 6,51 | 6,64 | 6,40 | 6,59 | 6,43 | x    | 6,64      |       |
| 7      | Grace Upshaw      | USA           | 6,58 | x    | 6,52 | x    | x    | x    | 6,58      |       |
| 8      | Carolina Klüft    | SWE           | x    | 6,49 | 6,42 |      |      |      | 6,49      |       |
| 9      | Tabia Charles     | CAN           | 6,16 | 6,38 | 6,47 |      |      |      | 6,47      |       |
| 10     | Keila Costa       | BRA           | x    | x    | 6,43 |      |      |      | 6,43      |       |
| 11     | Funmi Jimoh       | USA           | 6,24 | x    | 6,29 |      |      |      | 6,29      |       |
| DQ     | Tatjana Lebedeva  | RUS           | 6,97 | x    | x    | x    | x    | 7,03 | 7,03      | SB    |